# Зграда Самуела Фрајнда
Зграда Самуела Фрајнда, претпоставља се да је подигнута тридесетих година 19. века у главној улици Зрењанина, улици краља Александра I Карађорђевића, у оквиру Старог градског језгра, као Просторно културно-историјске целине од великог значаја.
Породица Фрајнд је била једна од првих јеврејских породица која се доселила у Велики Бечкерек још у другој половини 18. века. Од изградње до национализације, зграда је била у власништву ове породице. Самуел и његови синови били су трговци мануфактурном робом, а радњу је основао Маркуш Фрајнд 1821. године на овом месту.
Kарактеристичан елемент на фасади представљају полукружне профилисане лунете изнад прозора на спрату. Овај декоративни елемент појављује се у градској архитектури у Војводини крајем треће и почетком четврте деценије 19. века и већина историчара архитектуре га означава као позни класицизам, односно „рундбогенстил”. Двориште зграде је заједничко са зградом под бројем 27 (Зграда Густава Фромбаха).
Зграда је очувана у оригиналном изгледу. Приземље је обновљено према условима Покрајинског завода за заштиту споменика културе средином осамдесетих година 20. века, те нема посебних услова за будуће радове. Међутим, кров и дворишно крило се налазе у лошем стању, те је неопходна комплетна санација објекта према Условима и Мерама техничке заштите Завода. Иако се пословни простор у приземљу, који је у власништву града, економски експлоатише, годинама се не улаже у одржавање овог културног добра.